# واهاگن استامبولتسیان
واهاگن بارویری استامبولتسیان (ارمنی: Վահագն Պարույրի Ստամբոլցյան؛  زادهٔ ۱۹ آوریل ۱۹۳۱ - درگذشته ۵ ژوئیهٔ ۲۰۱۱) ارگ‌نواز، آموزش موسیقی اهل ارمنستان بود. وی بین سال‌های - تا - میلادی فعالیت می‌کرد.

## زندگی‌نامه
وی در۱۹ آوریل ۱۹۳۱ در ایروان به دنیا آمد و از مدرسه موسیقی چایکوفسکی ایروان، کنسرواتوار دولتی کومیتاس ایروان و کنسرواتوار سن پترزبورگ (۱۹۶۲) فارغ‌التحصیل گشت. کالج دولتی موسیقی رومانوس ملیکیان دانشگاه دولتی علوم پرورشی خاچاطور آبوویان ارمنستان همچنین برندهٔ جوایزی همچون هنرمند مردمی جمهوری ارمنستان (۲۰۰۶)، نشان افتخار ساهاک مقدس-مسروپ مقدس (۲۰۰۹) و هنرمند شایسته ارمنستان شوروی (۱۹۷۰) شده است. وی در ۵ ژوئیهٔ ۲۰۱۱ در سن ۸۰ سالگی در ایروان درگذشت و در آرامستان نوباراشن به خاک سپرده شد.

## نگارخانه

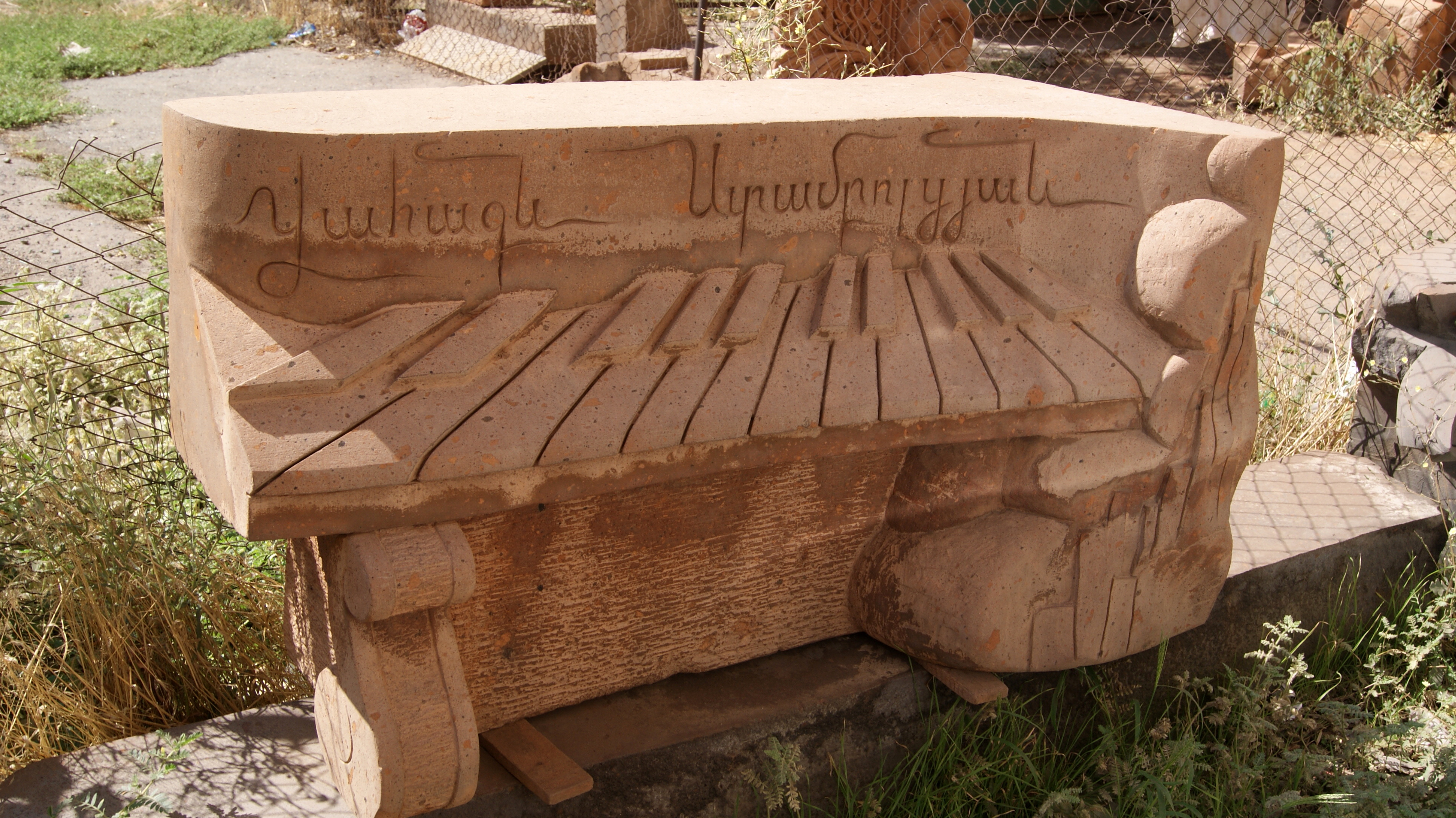

## یادداشت
1. ↑  Երևանի միջնակարգ մասնագիտական երաժշտական դպրոց Չայկովսկու անվան